# Dašnica (Aleksinac)
Pour les articles homonymes, voir Dašnica.
Dašnica (en serbe cyrillique : Дашница) est un village de Serbie situé dans la municipalité d'Aleksinac, district de Nišava. Au recensement de 2011, il comptait 53 habitants.

## Démographie
| 1948 | 1953 | 1961 | 1971 | 1981 | 1991 | 2002 | 2011 |
| ---- | ---- | ---- | ---- | ---- | ---- | ---- | ---- |
| 491  | 487  | 449  | 337  | 239  | 141  | 115  | 53   |

|  |